# 圖魯漢河
圖魯漢河是俄羅斯的河流，位於克拉斯諾亞爾斯克邊疆區，屬於葉尼塞河的左支流，河道全長639公里，流域面域35,800平方公里，河流在10月至5月結冰。